# Edward Duyker

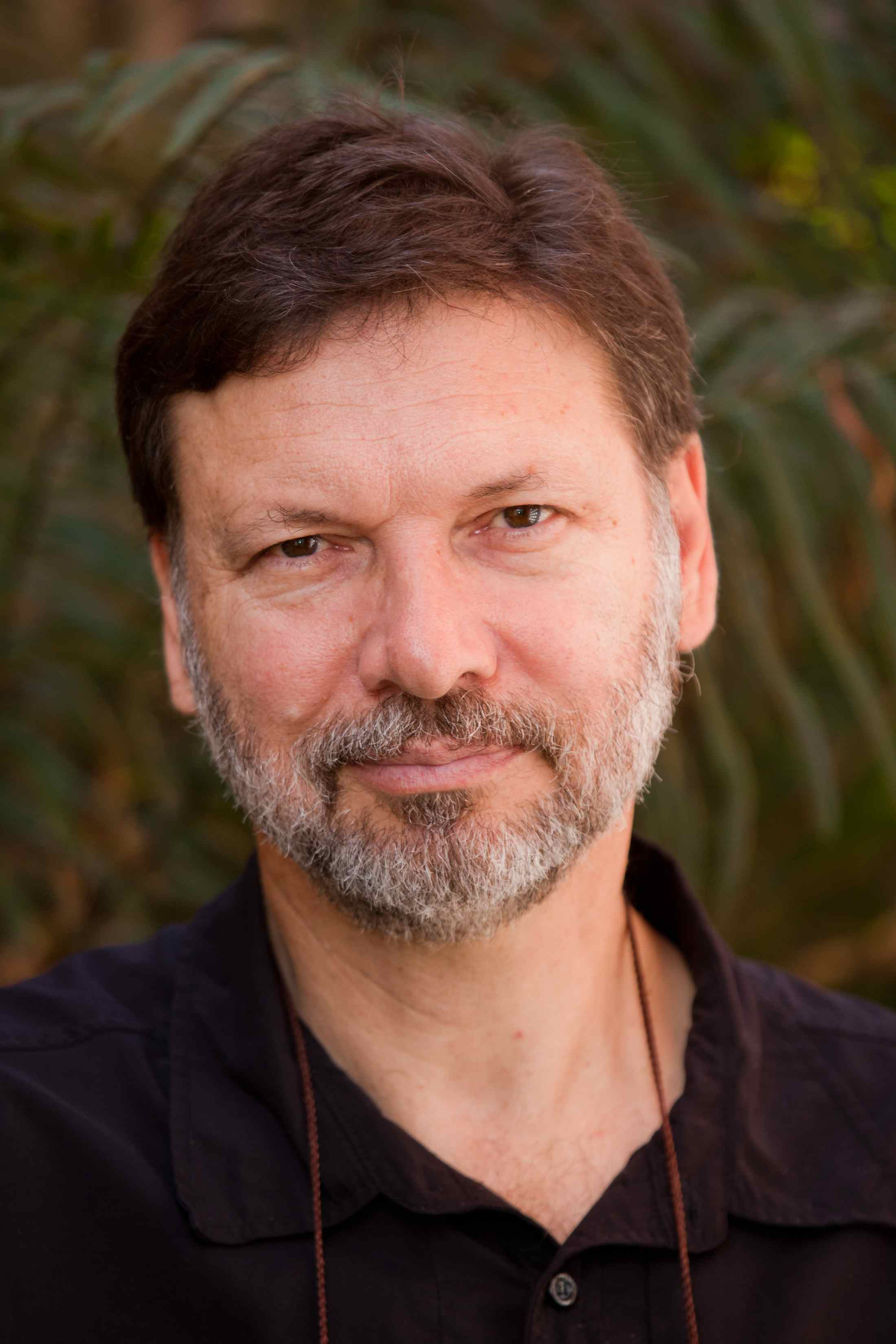
Edward Duyker (2014)

Edward Duyker (Melbourne, 21 maart 1955) is een Australische schrijver en historicus. Hij werd geboren als zoon van Herman Duijker (van Nederlandse afkomst) en Maryse Commins (van het eiland Mauritius in de Indische Oceaan). Hij studeerde filosofie, Engelse literatuur, geschiedenis aan La Trobe Universiteit, Melbourne, en Indisch geschiedenis en Bengaals taal aan de Universiteit van Melbourne (Ph.D., 1981, hij studeerde de Naxalitisch-Maoïstische opstand in West-Bengalen). Tussen 1981 en 1983 was hij een inlichtingendienstspecialist op het ministerie van Defensie, Canberra.
Terug in Sydney in 1984, heeft Duyker zich gespecialiseerd in Franse exploratie van Australië en emigratie van Nederlanders en Mauritaniërs naar Australië.  Hij schreef ook biografieën van Marc-Joseph Marion du Fresne, Daniel Solander, Jacques Julien Houtou de Labillardière,  François Peron en Jules Dumont d'Urville. Met zijn moeder vertaalde hij het tijdschrift van de Franse ontdekkingsreiziger Bruni d'Entrecasteaux.
In The Second Landing (1993), geeft Duyker een overzicht van Hollandse kunstenaars in Australië van 1881 tot op heden in zijn essay 'The Dutch-Australian Artistic Heritage'. Van Duyker verschijnen geregeld boeken in de Australische pers, die als onderwerp aspecten van de Nederlandse emigratie naar Australië hebben, zoals The Dutch in Australia, (met Maryse Duyker) Beyond the Dunes (de geschiedenis van de Duyker familie) en The Discovery of Tasmania. Duyker heeft ook over de Nederlanders in Sydney geschreven en heeft een boek gepubliceerd over de zeereis van Schouten en Le Maire en de Nederlandse ontdekking van Kaap Hoorn in 1616.
Duyker is docent aan de Universiteit van Sydney.
Tussen 1996 en 2002 was hij consul-honorair voor Mauritius in New South Wales. Tussen 2009 en 2018 was hij ‘Honorary Professor’ aan de Katholieke Universiteit van Australië.
In 2000 werd hij ridder in de Orde van de Academische Palmen, in 2003 Centenary Medal (Australië) ontvangend, en in 2004 medaille ontvangend van de Orde van Australië. In 2007 werd hij opgenomen in de Australische Academie van de Geesteswetenschappen.

## Prijzen
- New South Wales Premier’s General History Prijs, 2004, voor Citizen Labillardière.
- Frank Broeze Maritime History Prijs, 2007, voor François Péron.[1]
- Médaille de l'Académie de Marine, 2022, voor Dumont d'Urville.[3]

## Boeken
- Mauritian Heritage: An Anthology of the Lionnet, Commins and Related Families, Australian Mauritian Research Group, Ferntree Gully, 1986, pp. 368, ISBN 0 9590883 2 6.
- Tribal Guerrillas: The Santals of West Bengal and the Naxalite Movement, Oxford University Press, New Delhi, 1987, pp. 201, SBN 19 561938 2.
- The Dutch in Australia, AE Press, Melbourne, 1987, pp. 181, ISBN 0 86787 215 2.
- (met Maryse Duyker) Beyond the Dunes: A Dutch-Australian Story, Sylvania, 1987, pp. 41, ISBN 0 731600584.
- Of the Star and the Key: Mauritius, Mauritians and Australia, Australian Mauritian Research Group, Sylvania, 1988, pp. 129, ISBN 09590883 4 2.
- (met Coralie Younger) Molly and the Rajah: Race, Romance and the Raj, Australian Mauritian Press, Sylvania, 1991, pp. xii, 130, ISBN 0 646 03679 3
- The Discovery of Tasmania: Journal Extracts from the Expeditions of Abel Janszoon Tasman and Marc-Joseph Marion Dufresne 1642 & 1772, St David's Park Publishing/Tasmanian Government Printing Office, Hobart, 1992, pp. 106, ISBN 0 7246 2241 1.
- A French Trading Expedition to the Orient: The Voyage of the Montaran 1753—1756, Stockholm University Center for Pacific Asia Studies Working Paper, No.30, August 1992, pp. 20.
- New Voices in the Southland: Multiculturalism, Ethno-history and Asian Studies in Australia, Stockholm University Center for Pacific Asia Studies Working Paper No.31, september 1992, pp. 15.
- (met Hendrik Kolenberg) The Second Landing: Dutch Migrant Artists in Australia, Erasmus Foundation, Melbourne, 1993, pp. 56, ISBN 0646 135937.
- An Officer of the Blue: Marc-Joseph Marion Dufresne 1724—1772, South Sea Explorer, Miegunyah/Melbourne University Press, Melbourne, 1994, pp. 229, ISBN 0 522 84565 7.
- (met Barry York) Exclusions and Admissions: The Dutch in Australia 1902-1946, Studies in Australian Ethnic History, No. 7, Centre for Immigration and Multicultural Studies, Research School of Social Sciences, Australian National University, Canberra, 1994, pp. 11, ISBN 07315 1913 2/ISSN 1039-3188.
- (met Per Tingbrand) Daniel Solander: Collected Correspondence 1753—1782, Miegunyah/Melbourne University Press, Melbourne, 1995, pp. 466, ISBN 0 522 84636 X [Scandinavian University Press, Oslo, 1995 ISBN 82 00 22454 6][4]
- A Woman on the Goldfields: Recollections of Emily Skinner 1854—1878, Melbourne University Press, Melbourne, 1995, pp. 129, ISBN 0 522 84652 1.
- Nature's Argonaut: Daniel Solander 1733—1782, Naturalist and Voyager with Cook and Banks, Miegunyah/Melbourne University Press, Melbourne, 1998, pp. 380, ISBN 0 522 84753 6.[5]
- [Inleiding] Mirror of the Australian Navigation by Jacob Le Maire: A Facsimile of the ‘Spieghel der Australische Navigatie . . .’ Being an Account of the Voyage of Jacob Le Maire and Willem Schouten 1615-1616 published in Amsterdam in 1622, Hordern House for the Australian National Maritime Museum, Sydney, 1999, pp. 202, ISBN 1 875567 25 9.
- (met Maryse Duyker, Inleiding en overzetting) Bruny d’Entrecasteaux: Voyage to Australia and the Pacific 1791—1793, Miegunyah/Melbourne University Press, Melbourne, 2001, pp. xliii, pp. 392, ISBN 0 522 84932 6 (2006, ISBN 0 522 85232 7).[6]
- Citizen Labillardière: A Naturalist’s Life in Revolution and Exploration (1755—1834), Miegunyah/Melbourne University Press, Melbourne, 2003, pp. 383, ISBN 0 522 85010 3 (2004, ISBN 0 522 85160 6).[7]
- ‘A French Garden in Tasmania: The Legacy of Félix Delahaye (1767—1829)’, in Glynnis M. Cropp, Noel R. Watts, Roger D. J. Collins and K. R. Howe (eds.) Pacific Journeys: Essays in Honour of John Dunmore, Victoria University Press, Wellington, 2005, pp. 21–35.
- ‘Isle de France and Baudin’s Precursors in Australian Waters’, in Rivière, M. S. & Issur, K. R. (ed.) Baudin–Flinders dans l’Océan Indien: Voyages, découvertes, rencontre: Travels, Discoveries, Encounter: Actes du colloque international organisé par l’Université de Maurice, octobre 2003, L’Harmattan, Paris, 2006, pp. 137–155.
- François Péron: An Impetuous Life: Naturalist and Voyager, Miegunyah/MUP, Melb., 2006, pp. 349, ISBN 978 0522 85260 8.
- A Dictionary of Sea Quotations: From Ancient Egypt to the Present, Miegunyah/Melbourne University Press, Melbourne, 2007, pp. 439, ISBN 0-522-85371-4.[8]
- Marc-Joseph Marion Dufresne, un marin malouin à la découvertes des mers australes, traduction française de Maryse Duyker (avec l'assistance de Maurice Recq et l'auteur), Les Portes du Large, Rennes, 2010, pp. 352, ISBN 978-2-914612-14-2.
- Père Receveur: Franciscan, Scientist and Voyager with Lapérouse, Dharawal Publications, Engadine (NSW), 2011, pp. 41, ISBN 978-0-9870727-0-2.
- Dumont d’Urville: Explorer and Polymath, Otago University Press, Dunedin, 2014, pp. 671, ISBN 978 1 877578 70 0, University of Hawai’i Press, Honolulu, 2014, ISBN 9780824851392.
- Dumont d’Urville: L'homme et la mer, traduction, revision et adaption par Maryse Duyker, Anne Kehrig et Edward Duyker, Éditions CTHS [Comité des Travaux historiques et scientifiques], Paris, 2021, pp. 600, ISBN 2735509338.

## Over Edward Duyker
- Australië op zoek in Nederlands verleden, Algemeen Dagblad, 9 april 1988.
- Marius Damas, Approaching Naxalbari, Radical Impression, Calcutta 1991, pp. 68–70 ISBN 81 85 459 01 0
- Greg Dening,'The Tortoise Wins Again!', in Greg Dening, Readings/Writings, Melbourne University Press, Melbourne, 1998, pp. 201–4, ISBN 0 522 848419*Melbourne University Publishing - Readings/Writings
- Greg Dening, 'Too Many Captain Cooks', Australian Book Review, June/July, 2003, pp. 10–11.*
- Gunew, S., L. Houbein, A. Karakostas-Seda. & J. Mahyuddin (eds) (1992) A Bibliography of Australian Multicultural Writers, Deakin University Press (Centre for Studies in Literary Education), Geelong, 1992, pp. 71–2.
- Paul Hellman, 'De landverhuizers', Zaterdags Bijvoegsel, 9 juli 1988, p. 2 & 16 juli 1988, p. 3.
- Wallace Kirsop, 'Edward Duyker, or the Achievements of Independent Scholarship', Explorations (Institute for the Study of French-Australian Relations), no. 36, June 2004, pp. 17–18.
- Johan Kruithof, 'A Case of Cultural Theft', in Sue Calwell and Daniel Johnson, There's More to Life than Sex & Money, Penguin, Ringwood 1997, pp. 85–7 ISBN 0 14 026359 4
- 'Multiethnic histories', La Trobe University Record, december 1987, p. 8.
- Sydney Selvon, 'Interview du Dr Edward Duyker, chercheur Australien d'origine mauricienne', Le Mauricien, jeudi, 5 juillet 1984, p. 3 & 5.
- 'The Author and the Book: An Interview with Dr Edward Duyker', Vogelvlucht (Uitgave voor Australië en Nieuw-Zeeland van de Koninklijke Luchtvaart Maatschappij), 4/1988, p. 11.
- Vivienne Skinner, 'A man for the times: Edward Duyker', Sydney Morning Herald, Weekend Edition, 16-17 september 2006, My Career, p. 2.
- Who's Who in Australia, Crown Content, Melbourne 2008, p. 676.
- Who's Who of Australian Writers, Thorpe/National Centre for Australian Studies, Second Edition, 1995, pp. 193–4.